# Guerra de l'Alt Karabakh
|  | No s'ha de confondre amb Guerra de l'Alt Karabakh de 2020. |

La Guerra de l'Alt Karabakh fou un conflicte armat ocorregut entre febrer de 1988 i maig de 1994, al petit enclavament ètnic de l'Alt Karabakh (o Nagorno-Karabakh), a la regió sud-est del Caucas, una antiga província soviètica poblada per armenis i envoltada completament per la República de l'Azerbaidjan.
Al llarg del conflicte, tant Armènia com l'Azerbaidjan es van veure embolicats en una progressiva guerra no declarada en les zones muntanyoses del Karabagh, per tal de suprimir els moviments secessionista i irredemptista de l'antiga província autònoma. El febrer de 1988, el Consell de l'enclavament va votar a favor de la unió amb la República Armènia, que va ser ratificat en un plebiscit que va comptar amb una aclaparadora majoria de la població donant suport a la independència. Les demandes d'unificació amb Armènia, que van proliferar al llarg de la dècada dels 1980, es van desenvolupar al principi de manera pacífica, encara que la pressió autonomista generada davant l'esfondrament de l'estat soviètic des de 1989, va portar aparellat un increment de la violència a la regió entre els dos grups ètnics, cosa que finalment va resultar en el desenvolupament d'escenes de neteja ètnica per part de les dues parts.
Aquest conflicte es va transformar en el més greu de tots els fets que van succeir després de la desintegració de l'URSS, el desembre de 1991. Els combats interètnics es van iniciar poc després que el parlament de la província votés a favor de la unió amb Armènia el 20 de febrer de 1988. Aquesta declaració de secessió de l'Azerbaidjan va ser considerada com el resultat d'un ressentiment de llarga durada en la comunitat armènia de l'Alt Karabakh contra les serioses limitacions a la seva cultura i llibertat religiosa per les autoritats centrals soviètiques i àzeris.
Juntament amb els moviments secessionistes de les repúbliques bàltiques d'Estònia, Letònia i Lituània, el conflicte va significar un dels més importants elements que van jugar un rol preponderant en la desintegració de la Unió Soviètica. La proclama d'independència de l'Azerbaidjan, seguida dels esdeveniments coneguts com a "gener Negre", va significar la pas dels poders exercits pel govern central en mans de l'administració de Bakú. Una de les primeres mesures exercides per la naixent república va ser la d'eliminar el govern provincial autònom de l'Alt Karabakh, fet que va provocar com a reacció la massiva votació per part de la majoria armènia de la província en la declaració de la República d'Artsakh o República de l'Alt Karabakh.
L'escalada de violència es va accentuar al llarg de l'hivern de 1992. Malgrat els intents de mediació internacional patrocinats per l'OSCE, els quals van fallar en intentar resoldre el conflicte i poder treballar conjuntament en una solució concordada. A la primavera de 1993, forces armènies van capturar regions fora de l'enclavament, en un intent d'involucrar a altres països a la zona. Per 1994 els armenis de l'Alt Karabakh no només controlaven el territori propi de la república, sinó que també a prop d'un 14% del territori de l'Azerbaidjan. Un alto el foc acordat el 1994 sota els auspicis de Rússia, va posar terme a la part armada de la guerra, mentre que un organisme anomenat Grup de Minsk de l'OSCE va ser establert per poder efectuar les negociacions de pau.

## Antecedents
La sobirania sobre el territori de l'Alt Karabakh ha estat objecte d'una llarga disputa entre Armènia i Azerbaidjan, que segueix en el present. La zona, coneguda com a Artsakh pels armenis, va ser una zona permanentment ocupada per diferents imperis i nacions. Els problemes respecte a la sobirania, però, són mitjanament recents. Poc després de la capitulació de l'Imperi Otomà en la Primera Guerra Mundial, en 1917 es va produir la Revolució d'Octubre, mitjançant la qual els bolxevics van accedir al poder en un Imperi Rus esfondrat. Tres nacions del Caucas (Geòrgia, Armènia i Azerbaidjan) van proclamar la seva independència de l'Imperi Otomà i es van organitzar en la República Democràtica Federal de Transcaucàsia, la qual va tenir una curta vida (del 10 de febrer al 28 de maig de 1918) fins que les tres nacions es van independitzar.

### Guerra armènia-àzeria (1918-1920)
Poc després de la dissolució de la República Democràtica Federal de Transcaucàsia, greus disputes territorials i ètniques entre armenis i àzeris van desembocar en una guerra oberta entre les recentment formades República Socialista Soviètica d'Armènia i República Socialista Soviètica de l'Azerbaidjan. La guerra es va centrar en els districtes de Qazaj, Siunik, Nakhitxevan i el mateix Karabagh. La disputa es va centrar en l'establiment de la frontera entre els dos països en les esmentades províncies. Els armenis de l'Alt Karabakh van intentar proclamar en una república independent, però van fallar en no poder contactar amb Armènia. Després de la derrota otomana a la Primera Guerra Mundial, tropes britàniques van ocupar la zona de Transcaucàsia el 1919, posant a la zona de Karabagh i Zangezur sota el mandat de Khosrov Bei Sultanov, mentre que la decisió definitiva sobre el futur de la regió era presa per la Conferència de París de 1919.

### Ocupació soviètica

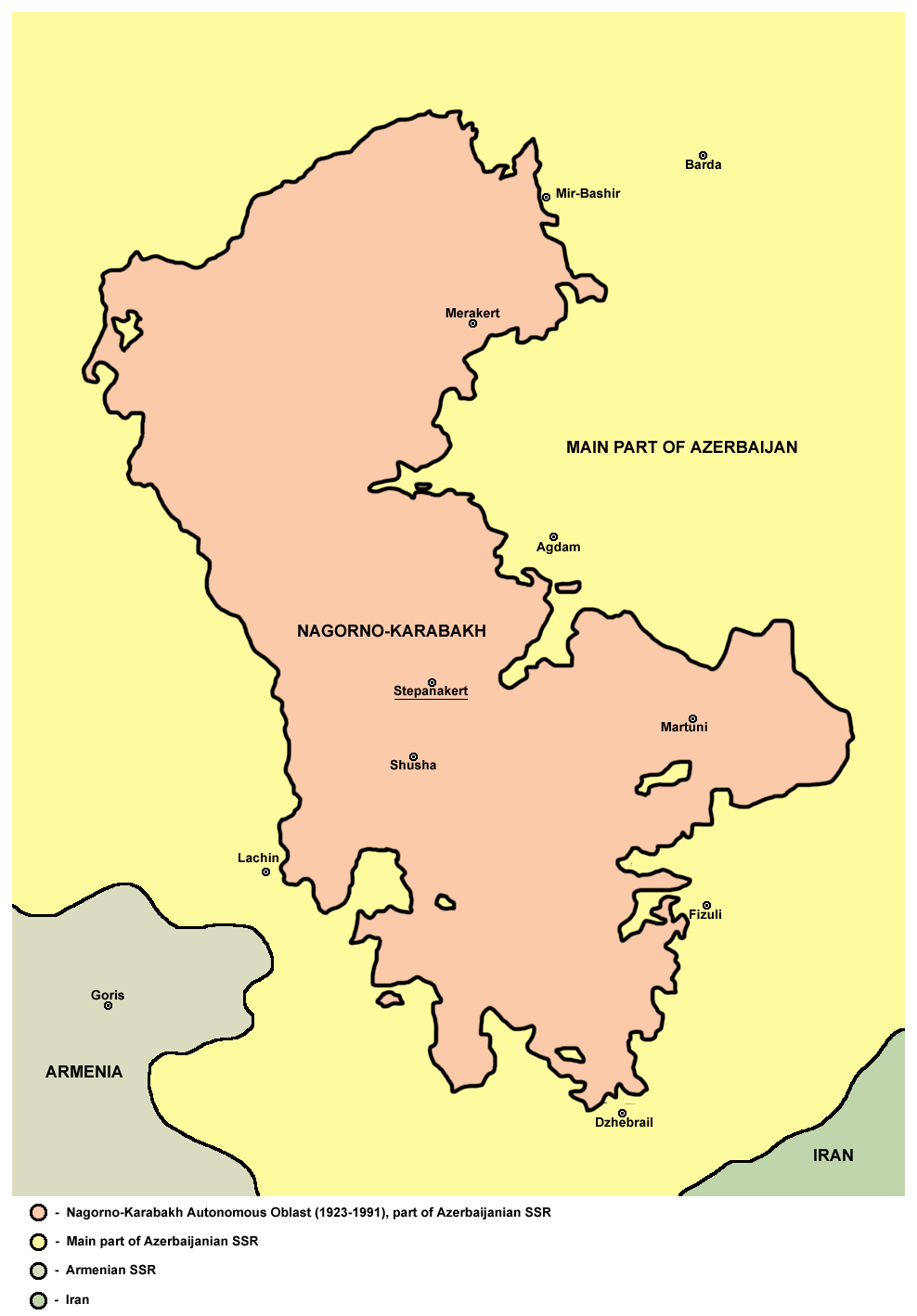
Mapa de l'Òblast Autònom de Nagorno-Karabakh

Tot i estar la decisió pendent, l'11è Exèrcit Soviètic va envair el Caucas i en el termini de tres anys va organitzar als diferents països en la República Federativa Socialista Soviètica de Transcaucàsia, com a part de la Unió Soviètica. Inspirant-se en l'organització de l'estat soviètic, els bolxevics van crear llavors un Buró caucàsic, conformat per set membres, supervisats pel Comissari del Poble per a les Nacionalitats Stalin. Malgrat que el Buró va votar 4-3 a favor de localitzar l'Alt Karabakh sota l'autoritat de l'acabada de crear República Socialista Soviètica d'Armènia, protestes emanades dels líders del Partit Comunista de l'Azerbaidjan, inclòs el seu líder Nariman Narimanov, a més d'un alçament antisoviètic a Erevan a 1921, complicar les relacions entre Armènia i Rússia. Aquests factors van conduir al comitè a revisar la seva decisió, perquè en definitiva es resolgués incorporar a l'acabat de crear Òblast Autònom de Nagorno-Karabakh dins de l'RSS de l'Azerbaidjan a 1923, deixant a la seva població composta en un 94% d'armenis sota el govern d'una altra nacionalitat. La capital va ser traslladada de Shusha a Khankendi (rebatejada com a Stepanakert al cap de poc temps). Armènia sempre es va negar a reconèixer la legalitat d'aquesta decisió, i va continuar al llarg del temps protestant-la, dins del sistema soviètic.

### El ressorgiment de la qüestió d'Alt Karabakh
L'elecció de Mikhaïl Gorbatxov com a Secretari General del PCUS a 1985, va comportar la implementació dels seus dos grans plans de reforma, coneguts com a perestroika i glasnost. Mentre que els fins de la reforma econòmica va cristal·litzar en la perestroika, la glasnost permetre que els ciutadans de la Unió Soviètica gaudiran d'una relativa llibertat de premsa, especialment pel que va poder per primera vegada criticar obertament als líders. Dins d'aquest marc, els líders soviètics de l'Alt Karabakh van capitalitzar tal obertura aconseguint obtenir un vot del parlament regional a favor de la unió de la regió autònoma amb Armènia, el 20 de febrer de 1988. Els dirigents armenis de la província es queixaven perquè la regió no comptava amb textos escolars ni canals de televisió que transmetessin en armeni, en el mateix sentit que el Secretari General del Partit Comunista de l'Azerbaidjan Heider Aliev havia intentat fer una azerització de la zona, incrementant la presència, nombre i influència dels àzeris que vivien a l'Alt Karabakh, al mateix moment que la població armènia estava en declivi. Per 1988 la població armènia que vivia a la regió havia disminuït a prop de tres quartes parts.
El moviment autonomista havia estat liderat per diverses figures populars armènies, igual que per membres de la "intelligentsia" com el conegut dissident soviètic i premi Nobel de la Pau Andrei Dmítrievitx Sàkharov. Abans de la declaració del 20 de febrer, els armenis havien començat a protestar, en conjunt de vagues per part dels treballadors d'Erevan que demandaven la unificació amb l'enclavament. Aquestes protestes van ser contestades en termes similars en manifestacions realitzades en Bakú. Com a reacció a les protestes, el premier Gorbatxov va afirmar que les fronteres entre les repúbliques soviètiques no serien modificades, d'acord amb el que disposa l'article 78 de la constitució de l'URSS. El secretari general de la Unió va afirmar també que altres nacionalitats i pobles del país estaven demanant per canvis territorials, i que una nova fixació de límits a Alt Karabakh establiria un perillós precedent. Els armenis consideraven la decisió de 1921 amb desdeny, considerant alhora que els seus esforços estaven destinats a corregir un error històric sota el principi d'autodeterminació, un dret també considerat en la Constitució. Els àzeris, d'altra banda, van considerar com demandes que constituïen l'abandonament d'una important regió de la República com inacceptable i es van alinear amb la postura de Gorbatxov.

### Sumgait
Els combats ètnics entre membres de les comunitats àzeri i armènia que vivien a Alt Karabakh van esclatar al cap de poc temps. El 22 de febrer de 1988 prop d'Asker (a l'Alt Karabakh, a la carretera entre Agdam i Stepanakert), una confrontació directa entre membres d'ambdós grups va acabar en violents incidents que van deixar com a saldo prop de 50 armenis ferits. Durant els combats, un policia local, suposadament armeni, va disparar mortalment sobre dos joves àzeris. El 27 del mateix mes, mentre parlava a la televisió central de Bakú, el fiscal soviètic Alexander Katusev va esmentar la nacionalitat dels ferits.
Poques hores després de la intervenció, un pogrom dirigit contra els residents armenis es va iniciar a la ciutat de Sumgait, situada a 25 quilòmetres al nord de Bakú que tenia una alta població de refugiats àzeris. El resultat d'aquests fets va ser 32 morts, d'acord amb les estadístiques oficials soviètiques. Els armenis van ser colpejats, les dones violades i assassinats als carrers i els departaments en què vivien, durant tres dies de violència que només es van aturar quan forces armades de l'URSS van entrar a la ciutat i van sufocar la revolta l'1 de març.
La forma en què els armenis van ser assassinats va provocar una gran indignació entre els seus connacionals, que van considerar que el pogrom havia estat avalat per part de les autoritats oficials soviètiques, per tal d'intimidar als membres del moviment d'Alt Karabakh. La violència va començar a poc a poc a augmentar després dels fets de Sumgait, fins que Gorbatxov va decidir finalment intervenir Armènia amb tropes federals a setembre de 1988. Per al mes d'octubre, s'estimava que més de 100 persones en Armènia i Azerbaidjan havien perdut la vida. A tot això es va afegir les conseqüències d'un gran terratrèmol que va assolar la ciutat de Leninakan el 7 de desembre de 1988, provocant la mort de més de 25.000 persones.
Els intents de Gorbatxov per estabilitzar la regió van ser infructuosos, ja que es van enfrontar una intransigència per ambdós bàndols. Els armenis per una banda, no es van conformar amb la promesa del govern central de destinar 400 milions de rubles per tal de revitalitzar l'idioma armeni, destinant a textos escolars i a un canal de televisió per l'Alt Karabakh. Per la seva banda l'Azerbaidjan no estava disposat en cap cas a cedir territori a Armènia. Un altre fet que va complicar la situació va ser la detenció per ordres del Kremlin d'onze membres d'un acabat de formar Comitè de Karabagh (entre els quals hi havia Levon Ter-Petrosian) durant el caos que va seguir al terratrèmol. Aquestes accions van polaritzar les relacions entre Moscou i els armenis, ja que aquests últims van perdre la seva fe en Gorbatxov menyspreats pel seu mal maneig de l'ajuda per les víctimes del terratrèmol i la seva falta de comprensió i de garanties en el maneig de la crisi.

### Gener Negre
La creixent violència interètnica va començar a prendre cada vegada més víctimes, el que va obligar la majoria de la població àzeri resident a Armènia a refugiar-se al seu país, al mateix temps que els armenis de l'Azerbaidjan fugien al seu país. L'escalada del conflicte semblava escapar-se de les mans, de manera que la decisió dels líders soviètics de Moscou de prendre el control directe de la regió el gener de 1989 va ser rebuda amb gust per molts armenis. L'estiu de 1989, els líders del Front popular i els seus seguidors van aconseguir que l'RSS de l'Azerbaidjan iniciés un bloqueig aeri i ferroviari contra Armènia, aconseguint estrangular l'economia del país en evitar que el 85% de la càrrega i els béns que arribaven per via fèrria arribar a la república. Aquesta mesura va tenir un altre efecte, el qual va ser separar Nakhtxivan totalment de la Unió Soviètica. La interrupció del servei ferroviari a Armènia va estar motivat en part als atacs de militants d'aquest país contra treballadors azerbaidjanesos que entraven al seu territori, els quals van començar a negar-se a servir en aquests serveis.
A gener de 1990 es va produir un altre pogrom contra armenis a Bakú, cosa que va obligar el govern de Gorbatxov a declarar l'estat d'emergència i enviar a tropes de l'MVD a restablir l'ordre. Es va establir un toc de queda (cosa no vista a l'URSS des de la Segona Guerra Mundial), al mateix temps que es produïen forts combats entre les forces soviètiques i membres del Front Popular Àzeri. Aquests incidents van deixar com a saldo més de 120 àzeris i 8 soldats de la MVD morts a Bakú. No obstant això, durant aquest temps el Partit Comunista de l'Azerbaidjan havia caigut, transformant l'ordre en un velat manteniment del PC al poder, abans que protegir la població Armènia del país. Aquests esdeveniments, coneguts com a "Gener Negre" van delinear la relació futura entre Azerbaidjan i Rússia.

### Operació Anell
A la primavera de 1991 el govern de Gorbatxov va desenvolupar un referèndum especial al llarg del país, anomenat Tractat de la Unió, per tal de decidir si les repúbliques soviètiques es mantenien unides. Com a resultat, nous governs no comunistes van arribar al poder en les repúbliques, destacant el de Borís Ieltsin a Rússia, Levon Ter-Petrosian a Armènia i Aizaz Mutalibov a l'Azerbaidjan, mentre que Gorbatxov es mantenia a càrrec del govern central com a president de la Unió. Azerbaidjan va votar en compliment del tractat, mentre que diverses repúbliques van boicotejar el referèndum com Armènia, que en va realitzar un paral·lel sobre la independència, la qual va declarar el 21 de setembre de 1991.
Davant la perspectiva de desenvolupament de la situació, molts armenis i àzeris van començar a adquirir armes localitzades en dipòsits a l'Alt Karabakh, per tal de defensar-se. Davant d'això Mütallibov va aconseguir el suport de Gorbatxov per realitzar una operació militar conjunta amb forces de l'Exèrcit Soviètic i la milícia àzeri, per tal de desarmar la milícia armènia. Aquesta mesura, coneguda com a "Operació Anell", va significar la deportació forçada dels armenis que habitaven les viles de la regió de Shahumian. Aquests actes van ser considerats tant pels oficials soviètics del Kremlin com pel govern armeni com un mètode d'intimidació contra els que sostenien les demandes d'unificació.
Els resultats de l'operació van ser contraproduents davant l'objectiu perseguit, ja que la situació va empènyer als armenis més reticents cap a l'ús de la força armada davant el que van considerar l'única solució per a la crisi de l'Alt Karabakh. El guerriller armeni-americà Mont Melkonian (qui es convertiria en un dels més eficaços caps militars de la guerra) va sostenir que l'Alt Karabakh havia de ser "alliberat", assenyalant que si això no es feia, la zona de Syunik seria aviat annexada per l'Azerbaidjan, al que li seguiria tota Armènia, concloent que "la pèrdua d'Artsakh significaria la pèrdua de tota Armènia". Velayat Kuliev, un escriptor i director adjunt de l'Institut de Literatura de l'Azerbaidjan va contradir aquestes apreciacions, assenyalant que "últimament els nacionalistes armenis, incloent-hi alguns influents personatges, han començat a parlar sobre la Gran Armènia. No era només Azerbaidjan, volien annexionar-se parts de Geòrgia, Iran i Turquia".

## Desintegració de l'URSS i buit de poder armat
Quan la desintegració de l'URSS es va convertir en realitat per als ciutadans soviètics a la tardor de 1991, ambdues parts van començar a buscar les formes i prendre les mesures per a controlar les armes localitzades en dipòsits al llarg de Karabagh. Durant la Guerra Freda l'alt comandament soviètic havia establert plans en cas d'una eventual invasió de l'OTAN al Caucas per mitjà de Turquia, membre de tal organisme. En aquests plans s'havia considerat que la zona d'Armènia seria teatre de combats, de manera que aquí es van establir només tres divisions de l'Exèrcit Soviètic i cap aeroport militar, a diferència de l'RSS de l'Azerbaidjan, que comptava amb cinc divisions i cinc bases aèries. És més, Armènia a penes comptava amb 500 vagons ferroviaris de municions, en comparació amb els 10.000 que es mantenien a la zona àzeri. Azerbaidjan gaudia llavors d'un avantatge estratègic.
Amb l'inici de la retirada de les forces del Ministeri de l'Interior Soviètic, van deixar com llegats a ambdós bàndols grans arsenals de municions i una bona quantitat de vehicles armats. Les forces enviades per Gorbatxov tres anys abans provenien de diferents regions de l'URSS i no tenien intencions de mantenir-se en la regió molt de temps. La major part d'aquestes unitats estava composta per joves i pobres reclutes, molts dels quals simplement van vendre les seves armes a canvi de diners o fins i tot intercanviar per vodka, mentre que altres arribaven fins i tot a intentar vendre tanc sobre transports blindats de personal (APC). L'existència de dipòsits tan pobrament protegits, que van permetre el fàcil accés a armes per part dels dos bàndols, va portar a culpar i burlar-se de les polítiques de Gorbatxov com la causa última del conflicte. Els azerbaidjanesos van adquirir una bona quantitat d'aquestes unitats, segons el que va informar el ministre azerbaidjanès de relacions exteriors el novembre de 1993, quan va assenyalar que s'havien adquirit 286 tancs, 842 vehicles armats i 386 peces d'artilleria a causa del buit de poder. Davant aquesta situació es va reportar que van començar a funcionar diversos mercats negres on es traficaven armes, incloses algunes provinents d'Occident.
Proves posteriors van demostrar que l'Azerbaidjan va comptar amb substancial suport militar per part de l'Iran, Israel i Turquia, a més de nombrosos països àrabs. La gran majoria de l'armament consistia en armes d'origen rus o de països del bloc oriental, amb algun grau d'armes de pròpia manufactura local. De l'altra banda, la diàspora armènia va aconseguir donar una gran quantitat de diners a Armènia, a més d'aconseguir que el Congrés dels Estats Units aprovés una resolució que condemnava el bloqueig azerbaidjanès a Armènia i prohibia tota ajuda militar a l'Azerbaidjan a 1992. Mentre que Azerbaidjan va sostenir que Rússia va donar suport militarment a Armènia en els inicis, es va assenyalar que "els soldats àzeris a la regió estaven molt millor equipats amb pertrets soviètics que els seus oponents".
La renúncia de Gorbatxov a la presidència de l'URSS el 26 de desembre de 1991, va empènyer a la resta de repúbliques de la Unió (Belarús, Ucraïna i Rússia) a proclamar la seva independència, el que va significar la desaparició definitiva de la Unió Soviètica com a estat el 31 de desembre de 1991. Aquest fet consistia en l'últim mur que evitava que Armènia i Azerbaidjan entressin de ple en un conflicte armat de proporcions. Un mes abans, el 21 de novembre, el parlament de l'Azerbaidjan va revocar l'autonomia d'Alt Karabakh, rebatejant la regió com "Xankandi". En resposta a aquests fets el 10 de desembre i sota els auspicis del lideratge armeni de la regió, es va celebrar un referèndum boicotat pels àzeris de la zona, que va tenir com a resultat una aclaparadora majoria a favor de la independència. El 6 de gener de 1992 la regió es va declarar independent de l'Azerbaidjan.
La retirada de les forces de l'interior soviètiques de l'Alt Karabakh va ser només momentània, ja que el febrer de 1992, les antigues repúbliques soviètiques van conformar la Comunitat d'Estats Independents. Mentre que l'Azerbaidjan es va abstenir de participar-hi, Armènia, sota la por d'una possible invasió turca davant l'escalada del conflicte, va ingressar a la CEI per tal de posar-se sota la protecció del "paraigua de seguretat col·lectiva". El gener de 1992, forces de la CEI es van moure cap a la zona i van ingressar, establint les seves casernes i centre de comandament a Stepenakert, adquirint un rol més actiu en el manteniment de la pau, incorporant antigues unitats com 366è. Regiment de rifles Motoritzat i el 4t. Exèrcit Soviètic.

## La guerra

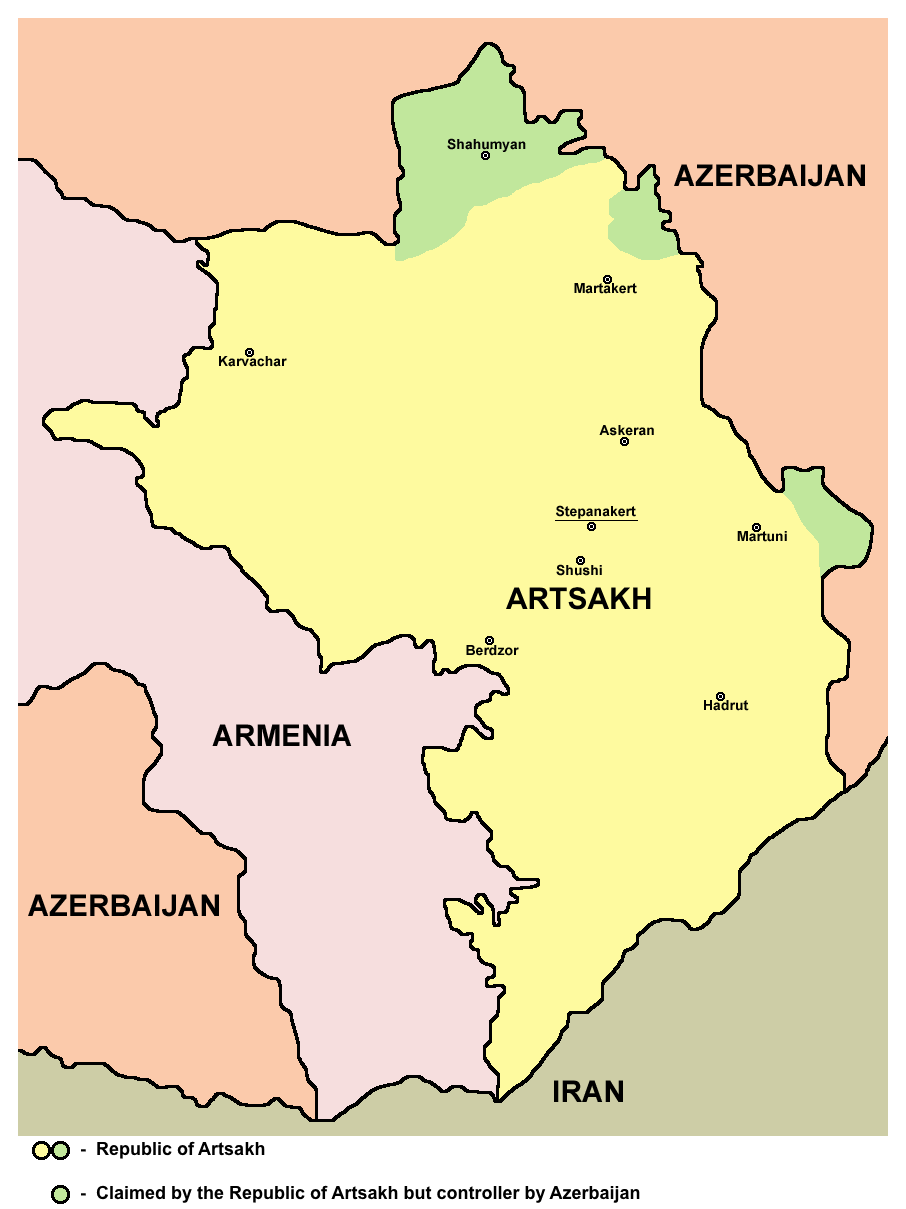
República d'Artsakh

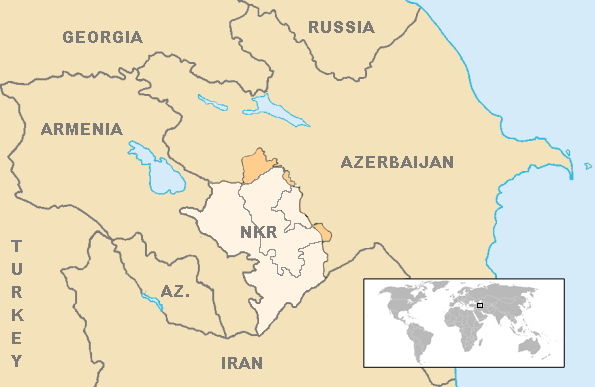
Les fronteres al final del conflicte després de l'alto el foc de 1994. Les forces armènies de l'Artsakh actualment controlen gairebé el 9% del territori de l'Azerbaidjan fora del territori de l'anterior Òblast Autònom de Nagorno-Karabakh. Les forces de l'Azerbaidjan, per altra banda, controlen Shahumian i algunes parts a l'est de Martakert i Martuni.

Els esporàdics combats entre armenis i àzeris, augmentats des de la posada en marxa de l'Operació Anell, van conduir ràpidament a la creació d'exèrcits voluntaris tant a Armènia com a l'Azerbaidjan. Entre els armenis va ser comú rescatar figures històriques de guerrillers de la causa nacionalista com Andranik Ozanian i Garegin Njdeh, que van combatre l'Imperi Otomà al pas del segle xix al segle xx. A part de les lleves realitzades entre la població masculina entre 18 i 45 anys, molts armenis es van oferir com a voluntaris en unitats conegudes com a tchokats, destacaments de prop de 40 homes a les ordres d'un tinent coronel. Inicialment, moltes d'aquestes persones actuaven a la manera dels partisans, amb un escàs o cap control o vigilància del seu comportament extern durant les operacions d'atac o defensa de posicions. Això va provocar una massiva insubordinació on era comú la deserció dels soldats, igual que el saqueig de les pertinences dels soldats morts, així com el robatori de diversos béns (com ara el gasoil), només per ser venuts al mercat negre.
Moltes dones es van allistar a les forces armades armènies, encara que la seva participació en combats va ser escassa, dedicant-se especialment a l'atenció dels ferits i l'evacuació dels malalts dels camps de batalla. Les forces àzeris tenien un funcionament similar, encara que la seva organització era millor al començament del conflicte. El govern de l'Azerbaidjan també va realitzar lleves i reclutaments massius d'àzeris que amb entusiasme es van allistar durant els primers mesos després de l'esfondrament soviètic. L'Exèrcit Nacional de l'Azerbaidjan estava compost per prop de 30.000 individus, a més de 10.000 pertanyents a les forces paramilitars OMON, a més de diversos centenars d'integrants del Front popular. Un acabalat àzeri anomenat Sûreté Huseynov organitzar personalment una brigada de l'exèrcit de l'Azerbaidjan (la 709), comprant moltes de les seves armes i vehicles de l'arsenal de la 23a. Divisió Motoritzada soviètica. La brigada ultranacionalista turca Llops Grisos d'İsgandar Hamidov va ser també mobilitzada per la guerra. El govern de l'Azerbaidjan també va contractar els serveis de diferents mercenaris de la zona, utilitzant els recursos que començava a obtenir producte dels ingressos petroliers dels jaciments àzeris de la mar Càspia.
També es van oferir per combatre per tots dos bàndols diferents unitats de tropes soviètiques, que havien quedat als llimbs que va seguir al final de l'URSS. Per exemple, un dels més destacats integrants de les forces armènies va ser el general soviètic Anatoly Zinevich, que va estar a l'Alt Karabakh entre 1992 i 1997, prestant serveis i organitzant operacions per les forces armènies. En acabar-se el conflicte Zinevich detenia el càrrec de cap de l'Estat Major de les forces de l'Alt Karabakh.
S'estima que el personal militar així com els diferents béns utilitzats en el conflicte en el període entre 1993 i 1994 era el següent:
| País                       | Soldats | Artilleria | Tancs | APC | AFV | Caces |
| -------------------------- | ------- | ---------- | ----- | --- | --- | ----- |
| República d'Artsakh        | 20.000  | 16         | 13    | 120 | N/D | N/D   |
| República d'Armènia        | 20.000  | 170        | 160   | 240 | 200 | N/D   |
| República de l'Azerbaidjan | 42.000  | 330        | 280   | 360 | 480 | 170   |

La guerra va acabar amb el control efectiu armeni de la major part de l'Alt Karabakh i els districtes propers, unificant-lo de fet amb Armènia.